# ساياكا أكيموتو
ساياكا أكيموتو (باليابانية: 秋元才加) هي ممثلة يابانية، ولدت في 26 يوليو 1988 بماتسودو في اليابان.

## أعمال

### أفلام
- (2009) هاي كيك غيرل

## وصلات خارجية
- ساياكا أكيموتو على موقع IMDb (الإنجليزية)
- ساياكا أكيموتو على موقع ألو سيني (الفرنسية)
- ساياكا أكيموتو على موقع ميوزك برينز (الإنجليزية)
- ساياكا أكيموتو على موقع أول موفي (الإنجليزية)
- ساياكا أكيموتو على موقع قاعدة بيانات الفيلم (الإنجليزية)
- ساياكا أكيموتو على موقع كينوبويسك (الروسية)